# Бабич, Василий Иванович
Василий Иванович Бабич (22 марта 1912 — февраль 1988) — советский партийный, военно-политический и государственный деятель. Участник Великой Отечественной войны, полковник. Избирался делегатом XX съезда КПСС.

## Биография
Родился 22 марта 1912 г. в с. Гришино Бахмутского уезда Екатеринославской губернии Российской империи в семье украинского железнодорожного стрелочника. С сентября 1928 г. ученик слесаря школы фабрично-заводского ученичества при Екатерининской железной дороги. С 1928 года член комсомола. С октября 1930 г. слесарь-бригадир, с октября 1931 г. секретарь комитета Ленинского коммунистического союза молодёжи Украины (ЛКСМУ) железнодорожного депо станции Гришино. С сентября 1931 г. член коммунистической партии. С марта 1932 г. заведующий отдела культурно-просветительной работы, с января 1933 г. заведующий организационного отдела Гришинского районного комитета ЛКСМУ. С декабря 1933 г. секретарь Новопсковского районного комитета ЛКСМУ Донецкой области. С ноября 1934 г. красноармеец, секретарь партбюро 10-го отдельного дивизиона НКВД во Владивостоке. С сентября 1936 г. инструктор Постышевского райкома КП(б)У, с ноября 1937 г. 3-й секретарь Постышевского райкома КП(б)У, с августа 1938 г. 2-й секретарь Красноармейского райкома КП(б)У. В ноябре-декабре 1938 г. слушатель Высшей партийной школы при ЦК ВКП(б). С января 1939 г. ответственный организатор отдела руководящих партийных органов Управления кадров ЦК ВКП(б). С декабря 1939 г. заведующий сектором Управления кадров ЦК ВКП(б). С марта 1940 г. секретарь по кадрам Новосибирского обкома ВКП(б). С июля 1941 г. 3-й секретарь Новосибирского обкома ВКП(б). С сентября 1941 г. парторг ЦК ВКП(б) комбината № 179 Народного комиссариата боеприпасов СССР. С мая 1942 г. в Рабоче-крестьянской Красной армии военный комиссар 1-я Сталинской стрелковой дивизии добровольцев-сибиряков. С августа 1942 г. военный комиссар, а с октября 1942 г. заместитель командира по политической части 207-й воздушно-десантной бригады. В связи с введением в октябре 1942 года в Вооружённых силах СССР единоначалия и отменой института военных комиссаров переаттестован в подполковника в конце 1942 года. С 28 декабря 1942 г. начальник политического отдела 7-й гвардейской воздушно-десантной дивизии, с июня 1943 г. заместитель командира по политической части и начальник политотдела той же дивизии. Демобилизован в августе 1945 г. С 8 декабря 1945 г. секретарь по кадрам ЦК КП(б) Киргизии, с 8 июня 1946 г. по 19 сентября 1946 г. 3-й секретарь ЦК КП(б) Киргизии. С мая 1949 г. 1-й секретарь Кабардинского обкома ВКП(б)/КПСС. С 14 октября 1952 г. 17 октября 1961 г. член Центральной Ревизионной Комиссии КПСС. С 1956 г. по 1958 г. слушатель Курсов переподготовки при ЦК КПСС. С января 1958 г. секретарь Брянского обкома КПСС. С января 1963 г. председатель-секретарь Брянского областного промышленного комитета партийно-государственного контроля Брянского промышленного обкома КПСС и Брянского промышленного облисполкома. С декабря 1964 г. председатель-секретарь Брянского областного комитета партгосконтроля Брянского обкома КПСС и Брянского облисполкома. С декабря 1965 г. председатель Брянского областного комитета народного контроля. С мая 1983 г. на пенсии. Умер в феврале 1988 г. в Москве. Похоронен на Кунцевском кладбище.

## Воинские звания
Старший батальонный комиссар — май 1942;
Подполковник — 1942;
Полковник — 1945.

## Награды
Орден Красного Знамени (31.10.1943, 18.02.1945);
Орден Отечественной войны II степени (02.03.1944);
Орден Красной Звезды (22.06.1943, 28.09.1943);
Орден Заслуг Венгерской Народной Республики IV класса;
Медаль «За победу над Германией в Великой Отечественной войне 1941–1945 гг.» (09.05.1945).

## Семья
Бабич София Константиновна (1918—1999) — жена.